# Adassil (kommun)
Adassil (franska: Adassil (CR), Adassil (Commune Rurale), arabiska: تمزكدوين) är en kommun i Marocko.   Den ligger i provinsen Chichaoua och regionen Marrakech-Safi, i den centrala delen av landet, 400 km söder om huvudstaden Rabat. Antalet invånare är 7 212.